# Trolejbusová doprava v Mostě a v Litvínově
Trolejbusová doprava byla ve dvou severočeských městech, v Mostě a v Litvínově, provozována mezi lety 1946 a 1959. Trolejbusy spojovaly obě města se Zálužím, kde se nachází významné chemické závody.

## Historie
Obě města sice již byla od počátku 20. století spojena tramvajovou tratí, avšak ta vedla mimo Záluží, více východně v místech kde jsou dnes povrchové doly. Vzhledem k rozvoji této chemičky v 30. letech 20. století začala být tedy otázka zajištění vhodné dopravní obslužnosti stále více aktuální.
Práce na projektu trolejbusové trati započaly již v roce 1941; celá trať byla vyprojektována do roku 1943. Se stavbou se začalo, avšak vzhledem k válečným událostem  postupovala velmi pomalu. Při osvobozování Československa byla výstavba přerušena. Původní plány počítaly pouze s jednostopou tratí s výhybnami, která by obě města spojila právě se Zálužím. Po opětovném zahájení prací na začátku roku 1946 ale byl projekt přepracován na dvoustopou trať. Výstavba trolejbusové dráhy byla ukončena v prosinci téhož roku.
Slavnostní otevření se odehrálo 6. prosince 1946, tehdy však existoval pouze úsek mezi Zálužím a Litvínovem. Do provozu byla nasazena italská vozidla, jež potkal za války osud konfiskace a dovezení do Československa. Deponována byla v litvínovské tramvajové vozovně (předtím umístěna v nedalekých lesích, kde chátrala).
K otevření trati přes Souš do Mostu, kde byla též zprovozněna i nová vozovna pro trolejbusy, došlo roku 1948. Nedlouho předtím byla do provozu také předána i další italská vozidla. Kromě toho přibyl také ojetý prototyp trolejbusu Tatra T 86 z Prahy. Italská vozidla byla nakonec vystřídána českými vozy Tatra T 400.
V roce 1950 fungovala v celé síti jen jediná linka, s označením A (později přeznačena na č. 6), o délce zhruba 13 kilometrů. Její interval činil 5 - 20 minut, vypravováno bylo celkem okolo 7 - 9 trolejbusů.
Svého maxima dosáhla síť v roce 1953, kdy byl otevřen nový úsek do Loučné kolem Koldomu. Dodány byly opět nové trolejbusy, nyní již typu Škoda 7Tr. V polovině 50. let se však nakonec rozhodlo vybudovat rychlodrážní tramvajovou meziměstskou trať, vedenou mezi oběma městy i přes Záluží, a zlikvidovat jak úzkorozchodné tramvaje, tak i trolejbusy. Jediná meziměstská linka byla (v roce 1957) rozdělena na dvě (označené čísly 6 a 7, úsek mezi nimi dále fungoval jako manipulační), což však velmi prodlužovalo dobu výjezdů vozů na linku a tudíž i celý provoz výrazně prodražilo. O rok později došlo ještě k přeložce trolejbusové trati v Litvínově (přes smyčku Litvínov, východ), což bylo zapříčiněno prodloužení rychlodráhy v Litvínově. Provoz trolejbusové dopravy byl ukončen 31. ledna 1959 po otevření dalšího úseku rychlodráhy do centra Litvínova; zbývající provozovaná trolejbusová vozidla našla nakonec uplatnění v dalších českých městech.

## Vozový park
Provoz trolejbusů v Mostě a Litvínově zahajovaly výhradně italské vozy typu OMS-Isotta-TIBB (první kloubová vozidla v Československu) a Fiat-Varesina-Breda, které původně jezdily v Miláně. V roce 1949 byl zakoupen také ojetý prototyp trolejbusu Tatra T 86, který zahajoval trolejbusovou dopravu v Praze. Italské vozy postupně na začátku 50. let nahradily mohutné československé trolejbusy Tatra T 400 a několik vozů Škoda 7Tr. Pravděpodobně v roce 1954 byl do zdejšího provozu dodán také poslední italský trolejbus. Tentokrát ale šlo o nově vyrobený vůz Alfa Romeo-Ansaldo San Giorgio.
Ojeté italské trolejbusy byly vyřazeny během 1. poloviny 50. let. Ostatní vozy (kromě prototypu T 86, trolejbusu Alfa Romeo–Ansaldo San Giorgio a jednoho vozu 7Tr) byly po vyřazení předány do ostatních trolejbusových provozů v Československu.